# Glacier de la Pilatte
Il Glacier de la Pilatte è un ghiacciaio del Massiccio des Écrins che si trova nel dipartimento delle Alte Alpi.

## Caratteristiche
Il ghiacciaio è collocato nell'alto della valle del Vénéon. È circondato da alte montagne del Massiccio des Écrins quali: Les Bans, Pointe de la Pilatte, Pointe des Boeufs Rouges, Cime du Coin, Pointe du Sélé, Mont Gioberney.
Il ghiacciaio è alimentato da altri ghiacciai minori: Glacier du Says, Glacier du Gioberney, Glacier du Coin, Glacier gris.
Su una morena lateralmente al ghiacciaio si trova il Refuge de la Pilatte.